# Предео изузетних одлика Планина Рудник
Предео изузетних одлика Планина Рудник је заштићено подручје међународног, националног и изузетног значаја у централној Србији, у западном делу Шумадије, на територији града Крагујевца и општина Горњи Милановац и Топола.

## Историјат
Завод за заштиту природе Србије је доставио 12. априла 2023. године Студију заштите Предела изузетних одлика Планина Рудник Министарству заштите животне средине Републике Србије када су утврдили да су испуњени услови за покретање поступка заштите овог природног подручја, укупне површине 10.019,80 хектара. Од тога је 57,16% у државној својини, 34,66% у приватној, 6,52% у црквеној, 1,51% у јавној и 0,15% у другим облицима власништва.

## Простор
Предео изузетних одлика Планина Рудник обухвата средишњи, најочуванији део планине Рудник и чини просторну целину која се одликује изразитом биолошком разноврсношћу и значајним геоморфолошким, геолошким, хидрогеолошким, хидролошким и климатским феноменима, као и карактеристичном физиономијом пејзажа, али и присуством различитих облика традиционалног, изворног начина живота и богатог културно–историјског и духовног наслеђа.

## Категорија заштићеног подручја
На подручју Предела изузетних одлика Планина Рудник се установљавају режими заштите првог, другог и трећег степена.